# برندی ویلکرسون
برندی ویلکرسون (به انگلیسی: Brandie Wilkerson) (زاده ۱ ژوئیه ۱۹۹۲) بازیکن اهل کانادا والیبال ساحلی است که به عنوان مهارکننده سمت راست بازی می‌کند. او در حال حاضر با شریک میلیسا هیومانا پاردس رقابت می‌کند، که با او مدال نقره بازی‌های المپیک تابستانی ۲۰۲۴ را به دست آورد.
او با شریک سابق هدر بانسلی، در نوامبر ۲۰۱۸ به رتبه اول جهانی دست یافت، و به عنوان بهترین مسدود کننده تور جهانی والیبال در آن فصل در سال ۲۰۱۸ شناخته شد. بانسلی/ویلکرسون نماینده کانادا در المپیک تابستانی ۲۰۲۰ بود. او سپس به مدت یک فصل با سوفی بوکوفک رقابت کرد و این زوج در مسابقات جهانی والیبال ساحلی ۲۰۲۲ نقره گرفتند.

## اوایل زندگی
ویلکرسون در سوئیس به دنیا آمد و در هفت سالگی به کانادا نقل مکان کرد. پدرش، هرب جانسون، نئو ویلکرسون، یک بسکتبالیست سابق است که توسط کلیولند کاوالیرز انجمن ملی بسکتبال به خدمت گرفته شد. او به صورت حرفه‌ای در فرانسه، اسپانیا، ژاپن، ترکیه و سوئیس بازی کرد. مادرش، استفانی، دونده ملی سوئیس و دو بار فینالیست Ironman بود.

## عملکرد دانشگاهی
ویلکرسون از سال ۲۰۱۰ تا ۲۰۱۴ برای تیم یورک لینز والیبال CIS بازی کرد. برای فصل ۲۰۱۰–۲۰۱۱، او به‌عنوان تازه‌کار زن سال یورک انتخاب شد و به‌عنوان تازه‌کار سال OUA در والیبال زنان انتخاب شد. در سال‌های ۲۰۱۱–۲۰۱۲، ویلکرسون به عنوان ستاره تیم اول OUA انتخاب شد و یک تیم دوم تمام کانادایی CIS بود که با ۴٫۲۹ امتیاز در هر ست رهبری OUA را بر عهده داشت. او جوایز OUA و CIS را که در فصل ۱۳–۲۰۱۲ به دست آوردند تکرار کرد و با ۴٫۲۱ امتیاز در هر ست و ۳٫۳۶ امتیاز در هر ست به پایان رسید. در سال ۱۴–۲۰۱۳، او به دلیل مصدومیت در ۱۱ مسابقه محدود شد، اما همچنان به عنوان ستاره تیم دوم شرق OUA نام گرفت در حالی که با ۳٫۹۱ امتیاز در هر ست در رده چهارم OUA قرار گرفت.

## عملکرد بین‌المللی
ویلکرسون و بانسلی ابتدا در فینال تور جهانی سواچ در تورنتو (۱۳ تا ۱۸ سپتامبر ۲۰۱۶) با هم رقابت کردند، و رتبه نهم را به خود اختصاص داده‌اند. در سال ۲۰۱۸، آنها یک سال شکست را پشت سر گذاشتند و فصل را در رتبه اول تور جهانی FIVB قرار دادند.
ویلکرسون و بنزلی به عنوان بخشی از تیم المپیک کانادا برای بازی‌های المپیک تابستانی ۲۰۲۰ در توکیو، یکی از دو شرکت کننده این کشور در مسابقات زنان به همراه تیم سارا پاوان، شریک سابق بانزلی و ملیسا هیومانا-پاردس، نام‌گذاری شدند. بانسلی و ویلکرسون در حین بازی با مشکل مواجه شدند و دو باخت و یک برد ثبت کردند، اما به دلیل اینکه یکی از دو تیم برتر «بازنده خوش شانس» بودند به مرحله حذفی راه یافتند. در مرحله یک شانزدهم آنها شانزدهمین نفر بودند، اما به‌طور غیرمنتظره‌ای تیم سوم آمریکایی Claes/Sponcil را با برد دو ست بر یک ناراحت کردند. در یک چهارم نهایی آنها با تیم لتونی کراوچنوکا/ گراودینا روبرو شدند و پس از باخت دو ست بر یک حذف شدند.
پس از فصل ۲۰۲۱، شراکت ویلکرسون و بانسلی به پایان رسید و ویلکرسون یک همکاری جدید با سوفی بوکووک را اعلام کرد. با زمان محدود پیش فصل، آنها در تور ساحلی جهانی والیبال در چالش تلاکسکالا در ماه مارس دبیو کردند، اما از مرحله مقدماتی خارج نشدند. با حضور در مسابقات جهانی والیبال ساحلی ۲۰۲۲ در رم به عنوان بیستمین نفر، بوکووک/ویلکرسون به فینال مسابقات زنان رفتند و در آنجا پس از شکست مقابل لیسبوا/راموس برزیل مدال نقره را از آن خود کردند. ویلکرسون پس از آن اذعان کرد: «البته می‌خواستیم با طلا کنار بروم، اما باز هم، ما کارهای درست را انجام می‌دهیم و مشتاقانه منتظر ادامه سفر خود به عنوان یک تیم هستیم». این دو تصمیم گرفتند فصل خود را پس از مسابقات پاریس نخبگان در اواخر سپتامبر به پایان برسانند، که در نهایت قبل از مرحله یک چهارم نهایی از آن حذف شدند.
در ۱ نوامبر ۲۰۲۲، ویلکرسون اعلام کرد که دیگر با بوکوفک رقابت نمی‌کند و با ملیسا هومانا-پاردس، هم تیمی سابقش در دوران بازی والیبال خود در دانشگاه یورک، شراکت جدیدی ایجاد کرده است. تیم جدید با حضور در ۱۰ تورنمنت در سال ۲۰۲۳ و بدون کسب رتبه کمتر از پنجم، از موفقیت برخوردار بود. در مسابقات جهانی والیبال ساحلی ۲۰۲۳ در اوایل اکتبر، این دو در پنج مسابقه متوالی بدون واگذاری یک ست پیروز شدند، اما در مرحله یک چهارم نهایی توسط استرالیایی‌ها تالیکوا کلنسی / ماریافه آرتاچو دل سولار حذف شدند. آنها سپس به هیئت بازی‌های پان آمریکن کانادا برای بازی‌های پان امریکن ۲۰۲۳ در سانتیاگو پیوستند. آنها به عنوان پرچمدار کانادا در مراسم افتتاحیه خدمت کردند و با شکست مقابل لیسبوا/راموس برزیل به فینال مسابقات رسیدند.
در ژوئن ۲۰۲۴، هیومانا-پاردس و ویلکرسون رسماً به تیم کانادایی برای بازی‌های المپیک تابستانی ۲۰۲۴ پاریس معرفی شدند. تورنمنت المپیک برای این تیم که دو بازی اول خود را در بازی pool باخت بد آغاز شد و تنها با پیروزی در پلی آف بازنده خوش شانس در برابر هرماننووا / اشتوچلووا چک به مرحله حذفی رسید. هیومانا پاردس/ویلکرسون سپس موفق شد در مرحله یک‌هشتم نهایی مقابل نوس/کلوث از ایالات متحده یک پیروزی ناراحت‌کننده را به دست آورد و دو ست را به صفر برد، قبل از اینکه برابر اسپانیایی‌ها آلوارز مندوزا/مورنو در مرحله یک چهارم به پیروزی برسد. آنها اولین تیم کانادایی بودند که به نیمه نهایی مسابقات والیبال زنان المپیک رسیدند. در مقابل تیم سوئیسی هوبرلی/بتچارت که تا آن مرحله در مسابقات هیچ ست را از دست نداده بود، هیومانا پاردس/ویلکرسون در پایان ست دوم در آستانه حذف بودند، اما با موفقیت یک راند تای بریک را انجام دادند و پیروز شدند. مسابقه قهرمانی در سه ست انجام شد، اولین بار در والیبال ساحلی زنان المپیک، قبل از اینکه برزیلی‌ها پیروز شوند. هیومانا-پاردس و ویلکرسون مدال نقره را از آن خود کردند. پدر هیومانا پاردس، هرنان گفت که او احساس می‌کند پیروزی آنها تأثیر «حتی بزرگتری» بر ورزش کانادا خواهد داشت تا مدال برنز تیمی که او در سال ۱۹۹۶ مربیگری کرده بود.